# صلح

نماد صلح

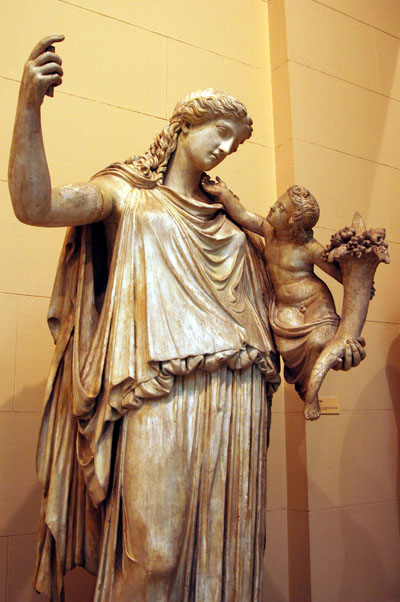
مجسمه ایرنه، الهه صلح در دین یونان باستان، به همراه پسرش پلوتو

صلح مفهومی از دوستی اجتماعی و همدلی و مهربانی عدالت و برابری در غیاب خصومت و وحشی‌گری است. در این مفهوم صلح شرایطی آرام، بی‌دغدغه و خالی از تشویش، کشمکش و ستیز است. صلح یک آرمان جهانی تلقی می‌شود.
صلح یک مفهوم مطلق نیست و می‌تواند بسته به دیدگاه دینی و فرهنگی تعریف متفاوتی داشته باشد به همین ترتیب از جنبه‌های مختلفی می‌توان صلح را مطالعه کرد. شامل مسائل مربوط به جنگ، خلع سلاح و کنترل تسلیحات نظامی و سایر موضوعات.
صلح را میتوان به دو دسته کلی تقسیم کرد:
الف).  صلح درونی یا صلح انفرادی: این نوع صلح به آرامش درون اشاره دارد. حالتی است از آرامش سکون و آرامش روحی که در آن  رنج یا اختلالات روانی مانند نگرانی، اضطراب، حرص، میل، نفرت، بدخواهی، توهم و/یا آلودگی‌های دیگر وجود نداشته باشد.
ب ). صلح اجتماعی یا صلح جهانی: صلح اجتماعی صلحی است برای حفظ زندگی اجتماعی و بهبود کفیت زندگی بشری به وجود میآید. این صلح  دور از تضاد درونی بوده و یکی از اهداف سیاست اجتماعی است که راه حل های مسالمت آمیز را  برای جلو گیری از اختلافات و درگیری های اجتماعی بین بخش های مختلف جامعه ملی و بین المللی ارائه دهد.

## آشتی و صلح

رهبران قبایل سرخ‌پوستان در حال انعقاد «پیمان صلح» با ژنرال ویلیام شرمن در زمان جنگ داخلی آمریکا در وایومینگ.

به گفته باروخ اسپینوزا صلح به معنی نبود جنگ نیست بلکه فضیلتی است که از نیروی جان مایه می‌گیرد و همان‌طور که آزادی فقط به زندانی نبودن نیست صلح هم به معنی نبود جنگ نیست. مفهوم صلح را با آتش‌بس نباید اشتباه گرفت. آتش‌بس به وضعیتی اطلاق می‌شود که در آن طرفین درگیر در یک مناقشه به صورت یک طرفه یا دو طرفه تحت شرایط خاص از جنگیدن دست می‌کشند. صلح به معنای پایان دادن به مناقشه و قطع جنگ است. برای بازگشت به وضعیت جنگ اعلان جنگ از یکی از طرفین الزامی است. رسیدن به صلح در یک جنگ به‌طور کلی به دو روش میسر است. جنگیدن و وادار کردن طرف مغلوب به پذیرش صلح خود یکی از راه‌های رسیدن به صلح است که به صلح رومی معروف است. در این وضعیت طرف پیروز یا مجموعه‌ای از قدرت‌های بی‌طرف شرایطی را به عنوان شرایط صلح تنظیم می‌کنند که معمولاً به نفع سمت پیروز است. راه دیگر رسیدن به صلح با کمک مذاکرات سیاسی یا فعالان صلح است. آرمان جهانی صلح‌دوستان حفظ صلح در سطح جهان است ولی در واقعیت همیشه جنگ‌ها و مناقشات وجود داشته‌اند و به وجود می‌آیند و آنچه صلح‌دوستان دنیا به دنبالش هستند ترک مناقشات و برقراری صلح در این مناقشات است. ناتوانی انسان دربرابر برقراری صلحی در مناقشات متفکرانی همچون کریشنامورتی را به بیان مفاهیم بدیعی از صلح رهنمود کرده‌است، کریشنامورتی صلح را وضعیتی می‌داند که در آن تمام مناقشات و مسائل حل شده‌اند و هر نوع واکنش به جنگ را زمینه‌ای برای مناقشات بعدی می‌داند. در تفکر کریشنامورتی ما بخشی از دنیا هستیم و برخورد با مسئله به عنوان مشکلی در بیرون از وجود ما اشتباه است.
صلح به معنی نبود جنگ بین کشورها نیست. بلکه صلح از درون قلب ما نشأت می‌گیرد؛ یعنی انسان‌ها با هر جنسیتی و هر نژادی با دین‌های مختلف به هم محبت کنند و این محبت به دلیل قدرت داشتن طرف مقابل نباشد، بلکه هنگامی که به دلیل قدرت طرف مقابل به ظاهر صلح می‌کنیم، هرگز به آن پایدار نیستیم و زمانی که ما قدرت قلبه بر آن را داشته باشیم برای به‌هم زدن پیمان صلح لحظه‌ای درنگ نمی‌کنیم و صلح حقیقی ایجاد نمی‌گردد. ما در این دنیا باید کارهایی انجام دهیم که در تاریخ به جا بماند. اگر کتاب‌های تاریخی را بخوانید و آن‌ها را تحلیل کنید متوجه می‌شوید کسانی نامشان به‌جا مانده که کاری در جهت رشد و پیشرفت کشور انجام داده‌اند و در هر صورت اخلاقی نیکو داشتند. در نتیجه تنها چیزی که از ما در این کرهٔ خاکی به جا می‌ماند دوستی، محبت است. و لازم است ذکر شود هیچگاه صلح تحمیلی نمی‌باشد، صلح همانند یک لامپ می‌باشد که هر دو طرف جنگ مانند دو سیمی که به لامپ وصل می‌شود باید همکاری داشته باشند. در نتیجه صلح دو طرفه می‌باشد.
صلح مقصد نیست بلکه مسیری است در آزاد راه انسانیت که وظیفهٔ ما گرفتن دست دیگران و دعوت آنها به وارد شدن در این مسیر زیباست.
دنیا تو هستی و دنیا از تو جدا نیست. دنیا با تمام مشکلاتش از پاسخ‌های تو شکل یافته‌است، بنابراین راه حل در ایجاد مشکلات تازه نیست - 
در اصطلاحات سیاسی:
- اقدامات دیپلماتیک هماهنگ و جدی در موردی خاص، با هدف دستیابی به صلح را صلح‌کوشی[۴] می‌نامند.
- اقدامی که برای ایجاد تفاهم و توافق میان طرف‌های درگیر به شیوه‌ای آشتی‌جویانه انجام گیرد را صلح‌آفرینی[۵] می‌نامند.
- شاخه‌ای از پژوهش‌های علوم انسانی که هدف آن شناخت و فراهم کردن زمینه‌های برقراری صلح است را صلح‌پژوهی[۶] می‌نامند.

## صلح ماندگار
امانوئل کانت فیلسوف نامدار آلمانی در سال ۱۷۹۵ میلادی کتابی با عنوان «صلح ماندگار» نوشت که در آن مبانی رسیدن به یک صلح پایدار به صورت شش اصل مشخص شده‌است. در این کتاب کانت برای اولین بار خواستار اتحاد جامعه بین‌المللی و تشکیل سازمانی برای برقراری صلح در جهان شده‌است.
صلح ماندگار یا صلح آرمانی، بر پایه آرای کانت محصول وضعیتی است که در آن دولت‌ها با پذیرش نظام مردم‌سالار به اتحاد آشتی‌جویانه و قوانین جهان‌گستر دست می‌یابند.

## روز جهانی صلح

پرنده صلح نماد روز جهانی صلح

سازمان ملل متحد روز ۲۱ سپتامبر مصادف با ۳۰ شهریور را روز جهانی صلح اعلام کرده‌است. این تاریخ در پنجاه‌وهفتمین جلسه مجمع عمومی انتخاب شد. در گذشته و بر اساس قطعنامه ۳۶/۶۷ به تاریخ ۳۰ نوامبر ۱۹۸۱ سومین سه‌شنبه سپتامبر، روز بازگشایی جلسات عادی مجمع عمومی به عنوان روز جهانی صلح انتخاب شده بود.

## سازمان ملل متحد
سازمان ملل متحد پس از جنگ جهانی دوم با هدف تثبیت و ارائه صلح در جهان تشکیل شد. این سازمان تاکنون قطعنامه‌های زیادی را برای برقراری صلح تصویب کرده‌است.

## جایزه صلح نوبل
جایزه صلح نوبل یکی از پنج جایزه نوبل است که هرساله اعطا می‌شود.
شیرین عبادی اولین ایرانی و اولین زن مسلمان است که جایزه صلح نوبل را دریافت کرد.

## هنر برای صلح

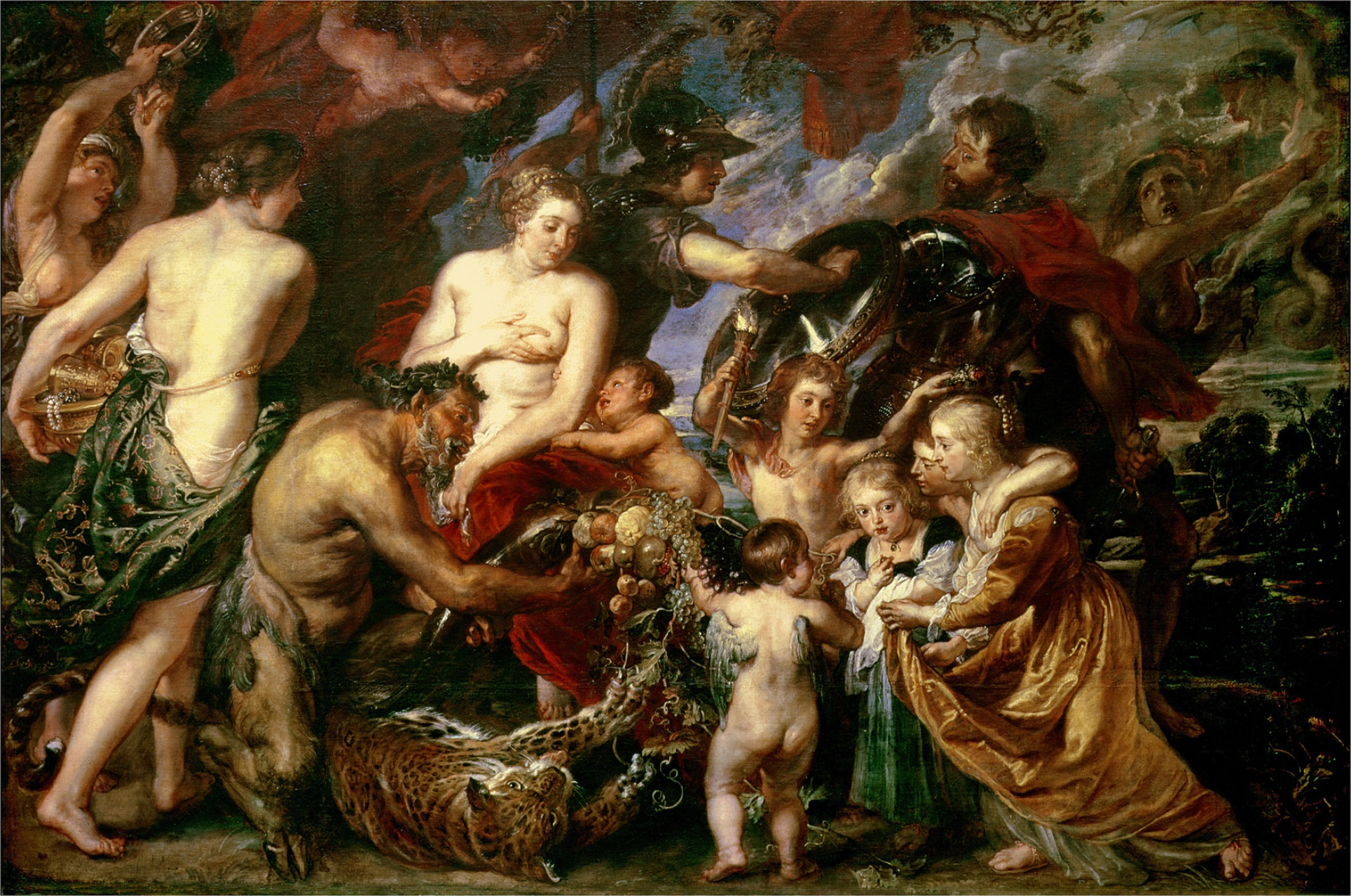
مینروا از صلح در برابر مارس پاسداری می‌کند اثر پیتر پل روبنس

تاریخ بشر چرخهٔ بدون توقف جنگ‌و صلح‌است. همواره با صدای مهیب شیپوری، جنگی آغاز شده و با به اهتزاز درآمدن تکه‌پارچه‌ای سفید، صلحی به ارمغان آمده‌است؛ و در میان این جنگ‌ها و صلح‌ها انسان‌های بسیاری قتل‌عام شده و حیوانات، درختان، گیاهان، زمین، آب و موجودات بسیاری از بین رفته‌اند؛ و از آنجا که «جنگ» و «اخلاق» - مانند آب و روغن که با یکدیگر مخلوط نمی‌شوند - هیچگاه با یکدیگر کنار نمی‌آیند، حاصل این جنگ‌ها چیزی نبوده‌است جز افزایش دزدی، سوءاستفاده از زنان و کودکان، آدم‌ربایی، گرسنگی، قحطی، بیماری، تنهایی و دردهای انسانی . . .
آنچه گفته شد بر همهٔ ما روشن بوده و نیاز به توضیح بیشتری ندارد. اما آنچه جنگ و هنر را به یکدیگر ارتباط می‌دهد نحوهٔ بازتاب جنگ در آثار هنری است. پس پرسش این است که جنگ‌ها در طول تاریخ چگونه در آثار هنری منعکس می‌شدند؟ و پرسش دیگر اینکه از چه زمانی و توسط چه کسانی شیوه‌ای دیگر از انعکاس جنگ در آثار هنری مرسوم شد؟ پیشتر یادآور می‌گردد این مقاله تنها بر هنرهای تجسمی متمرکز شده‌است.

### هنر ستایشگر جنگ

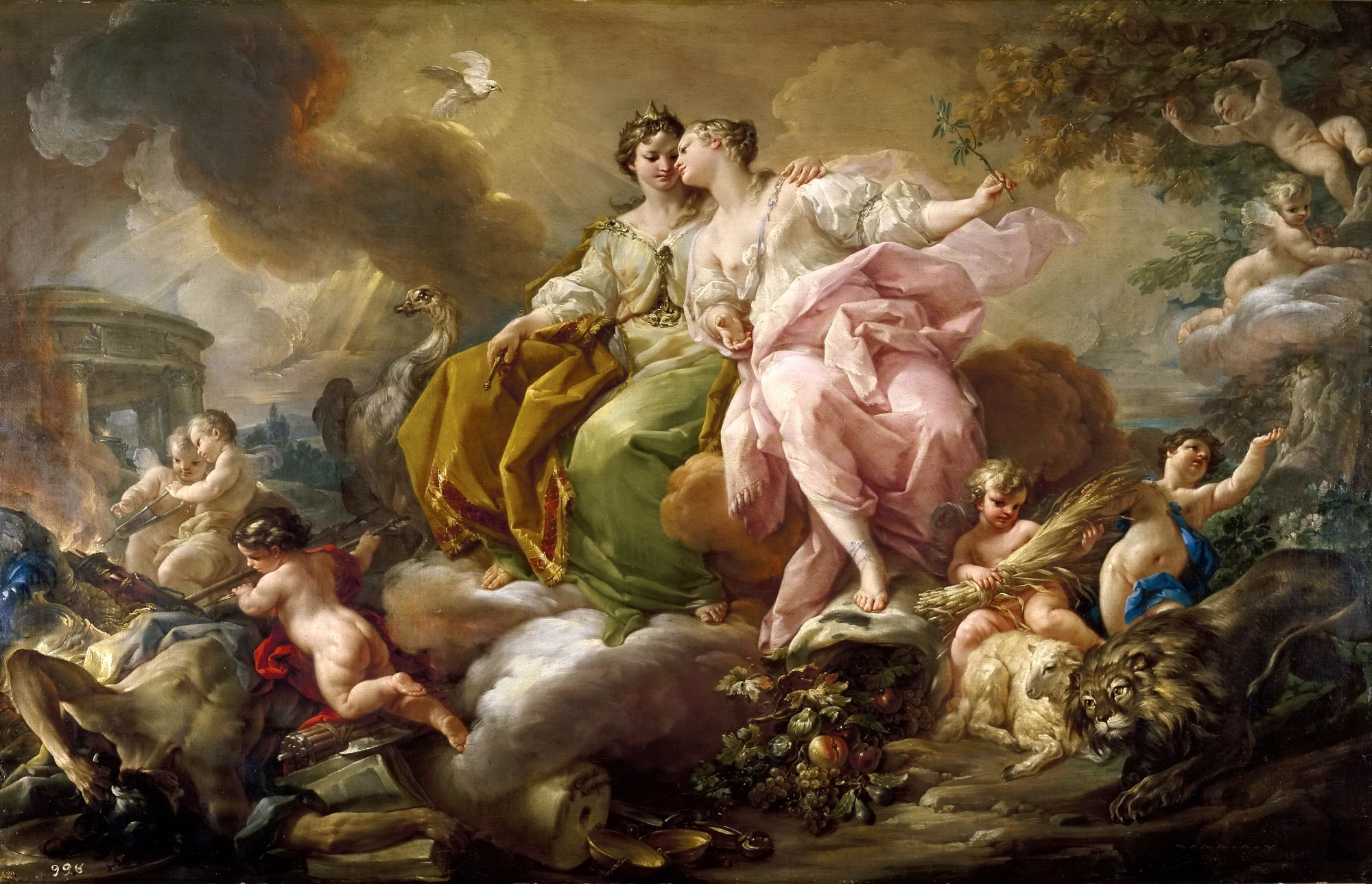

هنرمندان همانند سایر مردم تحت نفوذ و سیطرهٔ قوانین محیط و جامعه‌ای بوده‌اند که در آن می‌زیسته‌اند. علاوه بر آن، آن‌ها می‌بایست پاسخگوی خواسته‌های سفارش‌دهندگان و حامیان خود یعنی پادشاهان، اشراف و ثروتمندان نیز باشند. سفارش‌دهنده که اغلب یا در حال دفاع از خاک خود یا حمله به خاک دیگران بود نیز تنها از یک شیوهٔ هنری یعنی «هنر ستایشگر جنگ و جنگاوری» استقبال می‌کرده‌است. از شاخص‌ترین نمونه‌های هنری این شیوه می‌توان به تصاویر حماسی جنگ‌ها که در آن پادشاهان بر گرده اسب خود سوار شده‌اند یا به تصویر کشیدن تصاویر باشکوه از سربازان وطن‌پرست اشاره کرد. این شیوه هنری همچنان ادامه داشته و به نظر می‌رسد تا زمانی که انسان‌ها برای برطرف کردن اختلافاتشان به جنگ متوسل شوند همچنان ادامه داشته باشد.

### هنر نکوهشگر جنگ

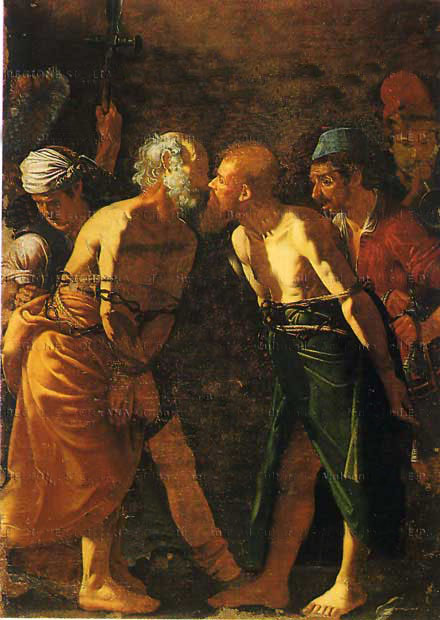
بوسه صلح توسط سنت پیتر و پاول قبل از شهادت

سنت ستایشگری جنگ و جنگاوری که هم تاریخی چند هزار ساله داشته و هم بسیار قوی و قدرتمند بوده و همچنان از شاخص‌ترین انشعابات هنری می‌باشد، چند قرنی است در کنار خود شاهد رشد رقیبی است که‌سازی مخالف را آغاز کرده‌است. او در کنار خود نوزادی ضعیف و لاغر اندام را می‌بیند که نه تنها جنگ را نمی‌ستاید بلکه آن تقبیح می‌کند. اما آنچه مسلم است این است که این نوزاد بیش از پیش در حال رشد کردن است. او نه تنها به دنبال «پیروزی در جنگ» نیست که «پیروزی بر جنگ» را آرزو می‌کند. این نوزاد را امروز با عناوینی چون «هنر برای صلح»، «هنر ضد جنگ» و نظایر آن می‌شناسند. هرچند دو اصطلاح «هنر ضدِ جنگ» و «هنر برای صلح» همواره برای ابراز مخالفت با جنگ و گاهی نیز به جای یکدیگر بکار می‌روند، اما تفاوت قابل توجهی در نحوهٔ بیان خود دارند: «هنر ضدِ جنگ»، چهرهٔ کریه جنگ را به شکلی تلخ، تند و زننده و به کمک تصاویری دهشتناک و خشونت‌بار از قتل‌عام انسان‌ها و حیوانات، تخریب و ویرانی شهرها و روستاها و آوارگی انسان‌ها و نظایر آن به نمایش می‌گذارد. اما در «هنر برای صلح» هنرمند می‌کوشد برای ابراز دیدگاهش از صلح جهانی و نفی جنگ و خشونت، فضایی مثبت و خوشایند در آثارش ایجاد کند.
با این توضیحات اینک به معرفی سه تن از هنرمندانی که آغازگران «هنر ضدِ جنگ» بودند می‌پردازیم:

یک. کالوت
این سنت هنری برای نخستین بار در قرن ۱۷ میلادی و توسط جاکوبز کالوت شکسته شد. برای این کار او دو سری آثار ایچینگ (چاپ فلزی) با مضمون مصائب جنگی که به مدت سی سال اروپای مرکز را در هم نوردید بود خلق کرد.

دو. گویا
دویست سال بعد یعنی در قرن نوزدهم، فرانسیسکو گویا با ۸۲ اثر چاپی به جنگ‌های ناپلئون در اسپانیا پاسخ داد. تحت تأثیر آثار کالوت او نیز ابتدا ۸۲ اثر ایچینگ (چاپ فلزی) خلق نمود. علاوه بر آثار چاپی، او تمامی وحشتش از جنگ را در دو تابلوی مشهورش یعنی «دوم ماه می۱۸۰۸» (جنگ فرانسه و اسپانیا در مادرید) و «سوم ماه می ۱۸۰۸» (تیرباران شورشیان اسپانیایی توسط سربازان امپراطوری فرانسه) به تصویر کشید.

سه. پیکاسو
تا صد سال پس از گویا یعنی تا زمان جنگ جهانی اول در قرن بیستم، یا خیلی کم یا هیچ اثر هنری ضد جنگی خلق نشد اما گویا با آثاری که خلق کرده بود بر هنرمندان بسیاری پس از خود تأثیرگذاشته بود. اما به‌طور کل بازتاب وقایع جنگ جهانی اول را می‌توان به خوبی در هنرهای تجسمی و همچنین دیگر هنرها مانند ادبیات و شعر مشاهده کرد. هنرمندان، نویسندگان و شعرایی که به جنگ اعزام می‌شدند قویاً و آشکارا توجهشان به این قتل‌عام بیهوده و بی‌مفهوم که جان میلیون‌ها نفر را گرفت جلب شد.
در این میان شاید بتوان گفت پیکاسو بیشترین تأثیر را از آثار هموطن اسپانیایی‌اش گویا گرفته و معروف‌ترین نقاشی ضد جنگ تاریخ یعنی گرنیکای را نقاشی کرد. او آن را در واکنش به بمباران ۱۹۳۷ شهر باسک توسط نازی‌ها که در حمایت از فرانکو در جنگ داخلی اسپانیا شرکت کرده بودند کشید. پیکاسو که در آن زمان در پاریس زندگی می‌کرد، با دیدن تصاویر خرابیگرنیکا در روزنامه‌ها وحشت زده و خشمگین شد. او به خوبی تصویری گویا از مصائب جنگ به تصویر کشید و اثری نمادین به جای گذاشت که نشانگر بی‌رحمی جنگ است. گرنیکا نقاشی خیلی خشونت‌آمیزی است که انسان‌ها و حیواناتی در حال مردن را نشان می‌دهد. در همین اعوان پیکاسو به گروه‌های صلح‌طلب پیوست. وی همچنین با تأثیر از تابلوی سوم ماه مه ۱۸۰۸ گویا، نقاشی «قتل‌عام در کره» را در سال ۱۹۵۱ نقاش کرد (استفانی).